# احمد الحاتمی
احمد الحاتمی (انگلیسی: Ahmed Al-Hatmi؛ زادهٔ ۲۷ نوامبر ۱۹۸۴) تیرانداز تراپ اهل عمان است. وی در بازی‌های المپیک تابستانی ۲۰۱۲ شرکت کرده‌است.